# Úmanyar
Úmanyar, (tzn. ti ne z Amanu) jsou jedna ze skupin elfů objevujících se ve fiktivním světě J. R. R. Tolkiena.

## Historie

### Velká pouť
Po probuzení u jezera Cuiviénen byli elfové pozváni Valar k cestě do Amanu, Země neumírajících. Část elfů odejít nechtěla, a tak došlo k prvnímu dělení elfů, na Eldar, elfy Velké pouti a Avari, neochotné. Eldar se dále dělili na tři zástupy, Vanyar, Noldor a Teleri. Teleri byli nejpočetnější a také nejpomalejší, a zůstali daleko vzadu. Už na úpatí Mlžných hor se od zástupu oddělil jistý Lenwë s početným zástupem elfů, později nazývaných Nandor. V Beleriandu na břehu moře se uskutečnilo třetí dělení elfů, protože vůdce Teleri, Elwë Singollo se zamiloval do Maii Melian a zůstal zde. Řada Teleri zůstala zde a hledala ho. Těm se říká Eglath, opuštění. Další část Teleri pod vedením Círdana Stavitele lodí zůstala na břehu moře, kde vybudovala přístavy Brithombar a Eglarest. Těm se říká Falathrim. Zbytek Teleri odplul na západ. Zatím Elwë nalezl znovu svůj lid, Eglath. Tak si Eglath začali říkat Sindar, Šedí elfové, a brzy vybudovali mocnou říši Doriath chráněnou Melianiným pásem. Tak se všem Teleri, co neodpluli začalo říkat Úmanyar.

### Laiquendi
Nandor se nežilo dobře, byli v lesích neustále napadáni skřety a jinými stvůrami, a tak Lenwëho sin Denethor odvedl mnoho Nandor do Ossiriandu, kde si založili téměř nedobytné království. V první bitvě Beleriandských válek však Denethor padl a Ossiriandští elfové přísahali, že už nikdy nevyjdou otevřeně do války a začali si říkat Laiquendi.)

### Pozdější historie
V Beleriandských válkách postupně padalo jedno Úmanyarské království za druhým. Říši Falathrim dobyli skřeti, Doriath napadli trpaslíci a zabili Thingola, jak si začal říkat Elwë a říši definitivně zničili Noldor. Poté se Beleriand potopil. V dalších věcích už všichni Úmanyar odpluli do Amanu nebo žili ve dvou Nandorských říších Lórien a Lesní říše.